# Saint-Victor-la-Coste
Saint-Victor-la-Coste ist eine französische Gemeinde mit 2222 Einwohnern (Stand 1. Januar 2022) im Département Gard in der Region Okzitanien. 

## Geographie
Die Gemeinde liegt zwischen Avignon und Bagnols-sur-Cèze westlich des Rhonetals. Der Ort liegt im Weinbaugebiet von Côtes du Rhône Villages. 

## Geschichte
In den Hügeln am Rande des Dorfes lebten bereits in der Jungsteinzeit Menschen in Höhlen. Dort wurden Objekte aus der Jungsteinzeit und der Kupferzeit gefunden. Die Römer bauten eine Straße, die noch heute als Départementstraße 145 existiert. Außerdem bauten die Römer Wein an und bauten dafür Bewässerungsanlagen. Bereits im Jahr 896 gab es in Saint-Victor-la-Coste die Kapelle Saint-Martin. Im Mittelalter war Saint-Victor-la-Coste der einzige größere Ort im Vallée de la Tave. Die große mittelalterliche Festung im Ort gehörte den Grafen von Toulouse. Im elften und zwölften Jahrhundert zogen die Menschen aus der Ebene an den Hang des Hügels. Von der Festung aus konnten sie das Rhônetal und die Straße nach Uzès überwachen. 1249 wurde die Festung auf Befehl des Königs zerstört. Danach gehörte Saint-Victor-la-Coste verschiedenen Familien. Während der Religionskriege wurde die Festung von königlichen Truppen besetzt.

## Kultur und Sehenswürdigkeiten
- Alter Ortskern inklusive einer Kirchenruine
- Mittelalterliche Festung von 1125
- Kapellenruine Saint-Martin aus dem 9. Jahrhundert
- Kapelle und Eremitage aus dem 11. Jahrhundert
- Waschhaus, erbaut im 19. Jahrhundert
- Wehrkirche im Zentrum der Altstadt

## Bevölkerungsentwicklung
| Jahr      | 1962 | 1968 | 1975 | 1982 | 1990 | 1999 | 2008 |
| Einwohner | 775  | 919  | 951  | 1143 | 1285 | 1524 | 1845 |